# Donji Škrnik
Donji Škrnik is een plaats in de gemeente Kumrovec in de Kroatische provincie Krapina-Zagorje. De plaats telt 200 inwoners (2001).